# Badenhausen
Badenhausen is een ortsteil van de Duitse gemeente Bad Grund (Harz) in de deelstaat Nedersaksen. Tot 1 maart 2013 was Badenhausen een zelfstandige gemeente in de Landkreis Osterode am Harz en werkte samen in de Samtgemeinde Bad Grund (Harz).
- Gemeinsame Normdatei: 2005619-9
- Virtual International Authority File: 130822612
- WorldCat: E39PBJyxmcqDp4FQpbvHQdChHC